# Gyrocotyle nigrosetosa
Gyrocotyle nigrosetosa är en plattmaskart som beskrevs av William Aitcheson Haswell 1902. Gyrocotyle nigrosetosa ingår i släktet Gyrocotyle och familjen Gyrocotylidae. Inga underarter finns listade i Catalogue of Life.